# Élections municipales de 1904 dans la Somme
Les élections municipales ont eu lieu les 1er et 8 mai 1904.dans la Somme.

## Maires sortants et maires élus
Les maires élus à la suite des élections municipales dans les communes de plus de 2 000 habitants :
| Commune                | Population | Maire sortant          | Parti | Parti | Maire élu              | Parti | Parti |
| ---------------------- | ---------- | ---------------------- | ----- | ----- | ---------------------- | ----- | ----- |
| Abbeville              | 20 388     | Charles Bignon         |       | ARD   | Charles Bignon         |       | ARD   |
| Albert                 | 7 348      | Charles Lomont         |       | PRRRS | Charles Lomont         |       | PRRRS |
| Amiens                 | 90 758     | Alphonse Fiquet        |       | PRRRS | Alphonse Fiquet        |       | PRRRS |
| Beauquesne             | 2 010      | Jean-Baptiste Lagrange |       | ARD   | Jean-Baptiste Lagrange |       | ARD   |
| Beauval                | 2 761      | Léon Babeur            |       | ARD   | Léon Babeur            |       | ARD   |
| Cayeux-sur-Mer         | 3 621      | Charles Belin          |       | ALP   | Charles Belin          |       | ALP   |
| Corbie                 | 4 133      | Léon Curé              |       | ARD   | Léon Curé              |       | ARD   |
| Le Crotoy              | 2 342      | Émile Vasseur          |       | ARD   | Émile Vasseur          |       | ARD   |
| Doullens               | 5 253      | Albert Rousé           |       | RI    | Albert Rousé           |       | RI    |
| Flixecourt             | 3 264      | Bélisaire Polet        |       | PRRRS | Bélisaire Polet        |       | PRRRS |
| Friville-Escarbotin    | 2 956      | Hubert Acoulon         |       | ARD   | Hubert Acoulon         |       | ARD   |
| Gamaches               | 2 247      | Amand Caville          |       | PRRRS | Ernest Baille          |       | FR    |
| Ham                    | 3 300      | Timoléon Dodeuil       |       | ARD   | Timoléon Dodeuil       |       | ARD   |
| Montdidier             | 4 437      | Octave Périn*          |       | PRRRS | Adolphe Havart         |       | PRRRS |
| Moreuil                | 2 987      | Victor Gaillard        |       | PRRRS | Victor Gaillard        |       | PRRRS |
| Nesle                  | 2 436      | Hector Lamotte         |       | ARD   | Hector Lamotte         |       | ARD   |
| Péronne                | 4 661      | Raimond Colombier      |       | FR    | Raimond Colombier      |       | FR    |
| Rosières-en-Santerre   | 2 497      | Jules Thiébaud         |       | PRRRS | Jules Thiébaud         |       | PRRRS |
| Roye                   | 4 349      | Élie Vasseur           |       | ARD   | Élie Vasseur           |       | ARD   |
| Rue                    | 2 930      | Edgard Franqueville    |       | ARD   | Anatole Gosselin       |       | ARD   |
| Saint-Léger-lès-Domart | 2 054      | Anatole Jovelet        |       | PRRRS | Anatole Jovelet        |       | PRRRS |
| Saint-Ouen             | 2 821      | Eugène Sévin           |       | PRRRS | Eugène Sévin           |       | PRRRS |
| Saint-Valery-sur-Somme | 3 527      | Ernest Houdant         |       | ALP   | Louis Delattre         |       | PRRRS |
| Vignacourt             | 2 519      | Achille Lefebvre       |       | PRRRS | Achille Lefebvre       |       | PRRRS |
| Villers-Bretonneux     | 4 967      | Ernest Dieu            |       | FR    | Théodore Delacour      |       | FR    |
| * Ne se représente pas |            |                        |       |       |                        |       |       |

### Résultats en nombre de mairies
| Partis       | Partis                                          | Maires sortants | Maires élus | Évolution     |
| ------------ | ----------------------------------------------- | --------------- | ----------- | ------------- |
|              | Alliance républicaine démocratique              | 10              | 10          | en stagnation |
|              | Parti républicain radical et radical-socialiste | 10              | 10          | en stagnation |
|              | Radicaux indépendants                           | 1               | 1           | en stagnation |
| Total centre | Total centre                                    | 21              | 21          | en stagnation |
|              | Fédération républicaine                         | 2               | 3           | 1             |
|              | Action libérale populaire                       | 2               | 1           | 1             |
| Total droite | Total droite                                    | 4               | 4           | en stagnation |
| Total        | Total                                           | 25              | 25          |               |

## Résultats
L'élection des conseillers municipaux étant au scrutin majoritaire plurinominal sous la IIIe République, les résultats indiqués ci-dessous représentent le nombre moyen de voix par liste,.

### Amiens
Maire sortant : Alphonse Fiquet (PRRRS) depuis 1903, à la suite d'élections municipales complémentaires.
36 sièges à pourvoir
| Tête de liste                     | Tête de liste     | Liste           | Premier tour | Premier tour | Second tour | Second tour | Sièges |  |
| Tête de liste                     | Tête de liste     | Liste           | Voix         | %            | Voix        | %           | CM     |  |
| --------------------------------- | ----------------- | --------------- | ------------ | ------------ | ----------- | ----------- | ------ |  |
|                                   | Alphonse Fiquet * | PRRRS - ARD     | 6 337        | 33,84        | 10 476      | 59,46       | 36     |  |
| Liste d'Entente républicaine      |                   |                 | 6 337        | 33,84        | 10 476      | 59,46       | 36     |  |
|                                   | Lucien Lecointe   | SI - PSF - PSdF | 6 146        | 32,82        | 6 073       | 34,47       | 0      |  |
| Liste ouvrière (Parti socialiste) |                   |                 | 6 146        | 32,82        | 6 073       | 34,47       | 0      |  |
|                                   | Albert Catoire    | FR - ALP        | 5 452        | 29,11        |             |             |        |  |
| Liste républicaine indépendante   |                   |                 | 5 452        | 29,11        |             |             |        |  |
|                                   |                   |                 |              |              |             |             |        |  |
| Inscrits                          | Inscrits          | Inscrits        | 24 953       | 100,00       | 24 953      | 100,00      |        |  |
| Abstentions                       | Abstentions       | Abstentions     | 6 040        | 24,21        | 7 141       | 28,62       |        |  |
| Votants                           | Votants           | Votants         | 18 913       | 75,79        | 17 812      | 71,38       |        |  |
| Blancs et nuls                    | Blancs et nuls    | Blancs et nuls  | 184          | 0,97         | 194         | 1,09        |        |  |
| Exprimés                          | Exprimés          | Exprimés        | 18 729       | 99,03        | 17 618      | 98,91       |        |  |
| * Maire sortant                   |                   |                 |              |              |             |             |        |  |

Maire élu : Alphonse Fiquet (PRRRS)